# فض اعتصام الأنبار

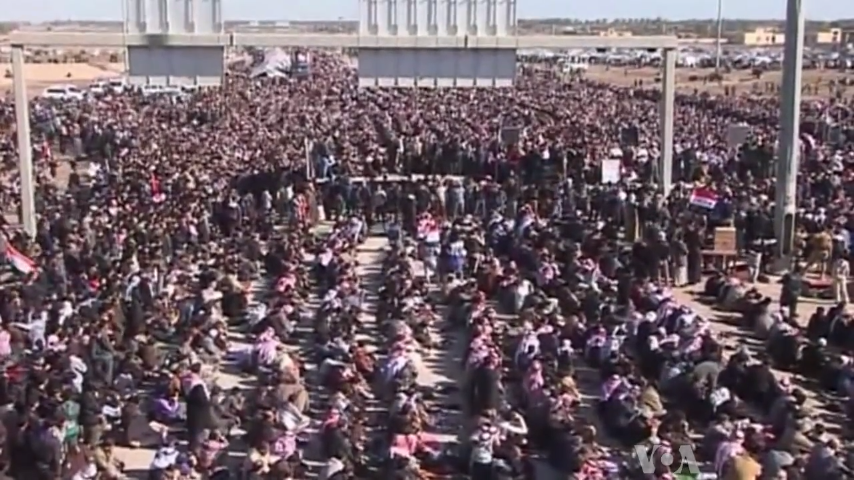
اعتصام الأنبار

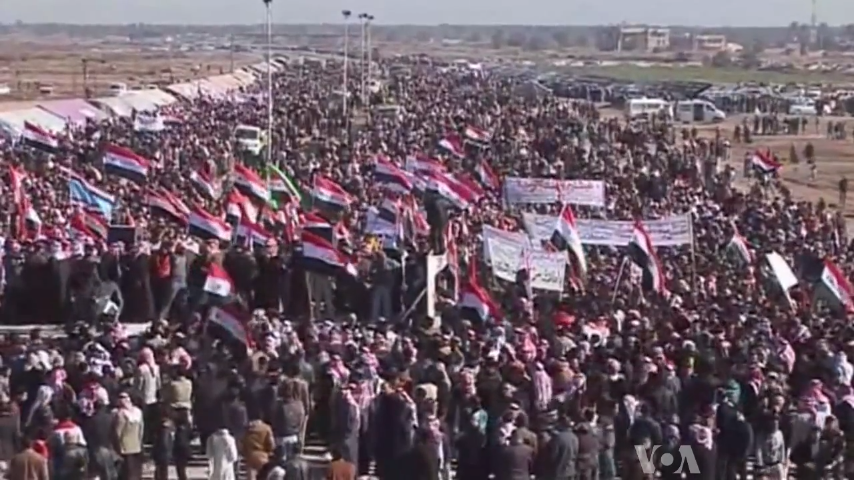
جاء فض اعتصام الأنبار في أجواء من الاستقطاب السياسي في العراق، وشهدت الأنبار احتجاجات مستمرة ضد سياسات المالكي

فض اعتصام الأنبار وقع يوم 30 يناير 2013 حيث اقتحمت قوات الأمن العراقية ساحة بمدينة الرمادي اعتصم فيها ممثلون لعشائر محافظة الأنبار منذ نحو سنة. وقد أمر المالكي بفض الاعتصام بعد أن قال أن الساحة «تحولت إلى مقر لتنظيم القاعدة».
وقتل 10 أشخاص على أقل تقدير لاندلاع اشتباكات مسلحة عند بدئ الشرطة إخلاء الخيام المقامة. وقد أعلن الناطق باسم وزارة الدفاع أن قادة الاعتصام وافقوا على إنهاءه بطريقة سلمية.
وعقب هذا الحدث أعلن 44 نائبا في البرلمان العراقي استقالتهم مطالبين بإطلاق سراح نائب عن القائمة العراقية الوطنية.